# Budimir Vujačić
Budimir Vujačić, född 4 januari 1964 i Titograd, nuvarande Podgorica, är en montenegrinsk tidigare fotbollsspelare.
Budimir Vujačić spelade 8 landskamper för det SFR Jugoslavien och 4 matcher FR Jugoslavien.